# Liste der Bodendenkmäler in Geldersheim
Auf dieser Seite sind die Bodendenkmäler in der unterfränkischen Gemeinde Geldersheim zusammengestellt. Diese Tabelle ist eine Teilliste der Liste der Bodendenkmäler in Bayern. Grundlage ist die Bayerische Denkmalliste, die auf Basis des Bayerischen Denkmalschutzgesetzes vom 1. Oktober 1973 erstmals erstellt wurde und seither durch das Bayerische Landesamt für Denkmalpflege geführt wird. Die folgenden Angaben ersetzen nicht die rechtsverbindliche Auskunft der Denkmalschutzbehörde.

## Bodendenkmäler in Geldersheim
| Lage       | Objekt                                                                                        | Akten-Nr.     | Bild |
| ---------- | --------------------------------------------------------------------------------------------- | ------------- | ---- |
| (Standort) | Siedlung des Neolithikums, der Hallstattzeit und der Frühlatènezeit                           | D-6-5926-0012 |      |
| (Standort) | Siedlung der Linearbandkeramik, des Mittelneolithikums, der Urnenfelderzeit                   | D-6-5926-0013 |      |
| (Standort) | Siedlung der Linearbandkeramik, des Mittelneolithikums, der Hallstattzeit                     | D-6-5926-0014 |      |
| (Standort) | Siedlung der Hallstattzeit und Wüstung des frühen bis hohen Mittelalters.                     | D-6-5926-0015 |      |
| (Standort) | Siedlung der Linearbandkeramik, des Mittelneolithikums                                        | D-6-5926-0016 |      |
| (Standort) | Siedlung des Mittelneolithikums, der Hallstattzeit, der jüngeren Latènezeit                   | D-6-5926-0017 |      |
| (Standort) | Siedlung des Mittelneolithikums, der Urnenfelderzeit und der Hallstattzeit                    | D-6-5926-0018 |      |
| (Standort) | Siedlung des Mittelneolithikums und der Hallstattzeit.                                        | D-6-5926-0019 |      |
| (Standort) | Archäologische Befunde des Mittelalters und der frühen Neuzeit                                | D-6-5926-0021 |      |
| (Standort) | Siedlung der Linearbandkeramik und Bestattungsplatz vorgeschichtlicher Zeitstellung.          | D-6-5926-0022 |      |
| (Standort) | Bestattungsplatz mit Grabhügel vorgeschichtlicher Zeitstellung.                               | D-6-5926-0023 |      |
| (Standort) | Mittelalterlicher bis frühneuzeitlicher Turmhügel „Riedburg“.                                 | D-6-5926-0024 |      |
| (Standort) | Siedlung der Hallstattzeit.                                                                   | D-6-5926-0028 |      |
| (Standort) | Siedlung der Linearbandkeramik.                                                               | D-6-5926-0055 |      |
| (Standort) | Siedlung der Linearbandkeramik, des Mittelneolithikums und der Hallstattzeit.                 | D-6-5926-0077 |      |
| (Standort) | Siedlung der Urnenfelderzeit.                                                                 | D-6-5926-0099 |      |
| (Standort) | Siedlung vor- und frühgeschichtlicher Zeitstellung.                                           | D-6-5926-0100 |      |
| (Standort) | Siedlung der römischen Kaiserzeit.                                                            | D-6-5926-0102 |      |
| (Standort) | Siedlung der Urnenfelderzeit und der jüngeren Latènezeit.                                     | D-6-5926-0103 |      |
| (Standort) | Siedlung der jüngeren Latènezeit und der römischen Kaiserzeit.                                | D-6-5926-0104 |      |
| (Standort) | Siedlung der Linearbandkeramik und des Mittelneolithikums.                                    | D-6-5926-0106 |      |
| (Standort) | Bestattungsplatz der Urnenfelderzeit.                                                         | D-6-5926-0112 |      |
| (Standort) | Siedlung vor- und frühgeschichtlicher Zeitstellung.                                           | D-6-5926-0113 |      |
| (Standort) | Siedlung der Linearbandkeramik.                                                               | D-6-5926-0137 |      |
| (Standort) | Siedlung vorgeschichtlicher Zeitstellung.                                                     | D-6-5926-0138 |      |
| (Standort) | Siedlung vorgeschichtlicher Zeitstellung.                                                     | D-6-5926-0139 |      |
| (Standort) | Siedlung der jüngeren Latènezeit.                                                             | D-6-5926-0201 |      |
| (Standort) | Siedlung der Metallzeiten.                                                                    | D-6-5926-0203 |      |
| (Standort) | Burgstall des Mittelalters.                                                                   | D-6-5926-0204 |      |
| (Standort) | Siedlung der Linearbandkeramik, des Endneolithikums, der Latènezeit, der römischen Kaiserzeit | D-6-5927-0049 |      |
| (Standort) | Bestattungsplatz mit verebnetem Grabhügel vorgeschichtlicher Zeitstellung.                    | D-6-5927-0113 |      |
| (Standort) | Bestattungsplatz des Endneolithikums.                                                         | D-6-5927-0142 |      |
| (Standort) | Siedlung der älteren Laténezeit und der römischen Kaiserzeit.                                 | D-6-5927-0242 |      |